# Megesheim
Megesheim – miejscowość i gmina w Niemczech, w kraju związkowym Bawaria, w rejencji Szwabia, w regionie Augsburg, w powiecie Donau-Ries, wchodzi w skład wspólnoty administracyjnej Oettingen in Bayern. Leży około 25 km na północny zachód od Donauwörth.

## Dzielnice
W skład gminy wchodzą następujące dzielnice:
- Megesheim
- Lerchenbühl
- Unterappenberg

## Demografia
| Rok  | Liczba mieszk. |
| ---- | -------------- |
| 1970 | 768            |
| 1987 | 753            |
| 2000 | 871            |

## Polityka
Wójtem gminy jest Karl Kolb, rada gminy składa się z 8 osób.
|      | CSU/FWV | Razem |
| 2008 | 8       | 8     |
| 2002 | 8       | 8     |

## Oświata
W gminie znajduje się przedszkole oraz szkoła podstawowa (7 nauczycieli i 137 uczniów).